# 施馬倫霍芬巴赫河

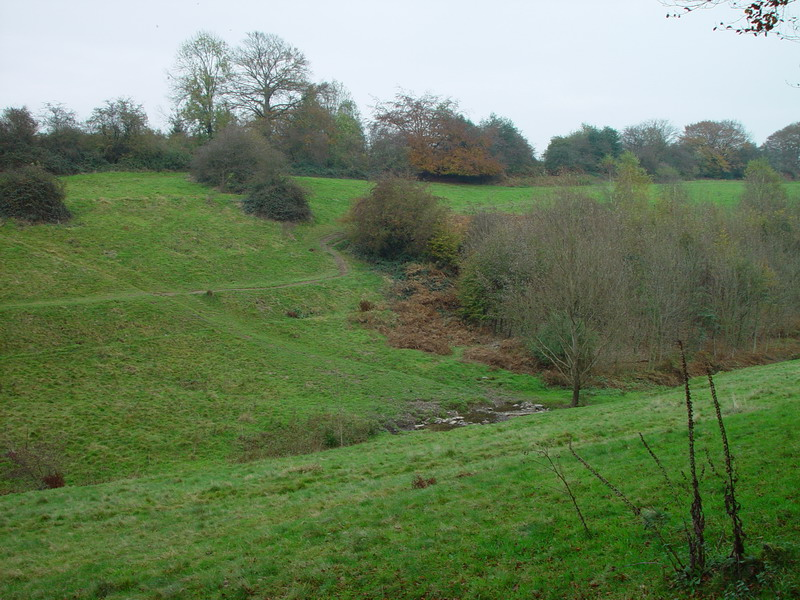

51°14′55.34″N 7°13′30.47″E / 51.2487056°N 7.2251306°E
施馬倫霍芬巴赫河（德語：Schmalenhofer Bach），是德國的河流，位於該國西部，處於北萊茵-威斯特法倫州，屬於布隆巴赫河的左支流，河道全長2公里，流域面積2.1平方公里。